# Cirrhilabrus condei
Cirrhilabrus condei Allen & Randall, 1996 è un pesce d'acqua salata appartenente alla famiglia Labridae.

## Distribuzione e habitat
Proviene dalle barriere coralline della Nuova Guinea, nell'ovest dell'oceano Pacifico. Nuota nelle zone ricche di coralli, solitamente tra i 5 e i 7 m di profondità.

## Descrizione
Presenta un corpo allungato, compresso lateralmente e con la testa dal profilo piuttosto appuntito. Gli occhi non sono particolarmente grandi, la pinna caudale ha il margine arrotondato. La lunghezza massima registrata per questa specie è di 8 cm. 
I maschi adulti si distinguono dalle femmine, che sono completamente rosse od arancioni con le pinne trasparenti, perché hanno il ventre bianco, la pinna dorsale e la pinna anale rosse bordate di blu e le pinne pelviche allungate a formare quasi dei filamenti. La pinna dorsale presenta inoltre un'area nera più o meno ampia, mentre la pinna caudale è violacea.

## Riproduzione
È oviparo e la fecondazione è esterna. Non ci sono cure verso le uova.

## Conservazione
Questa specie viene pescata solo raramente per essere tenuta in acquario ed è diffusa in alcune aree marine protette, quindi viene classificata come "a rischio minimo" (LC) dalla lista rossa IUCN data la mancanza di particolari minacce.